# توزر
توزر (به عربی: توزر) یک منطقهٔ مسکونی در تونس است که در استان توزر واقع شده‌است. توزر ۳۷٬۳۷۰ نفر جمعیت دارد.